# 塞利涅 (汝拉省)
塞利涅（法語：Séligney，法語發音：[seliɲɛ]）是法国汝拉省的一个市镇，属于多勒区。

## 地理
塞利涅（46°56'17"N, 5°32'21"E）面积4.15 平方千米，位于法国勃艮第-弗朗什-孔泰大區汝拉省，该省份为法国东部内陆省份，北起上索恩省，西北接科多尔省，西临索恩-卢瓦尔省，南至安省，东与杜省和瑞士接壤。
与塞利涅接壤的市镇（或旧市镇、城区）包括：维莱罗贝尔、布勒特尼耶尔、苏旺、塔斯尼耶尔、维莱莱布瓦。

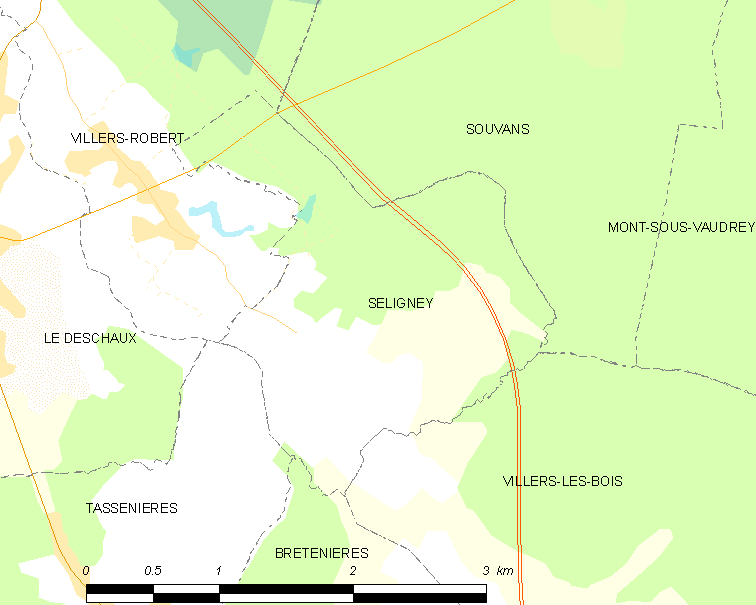
的OSM定位图

塞利涅的时区为UTC+01:00、UTC+02:00（夏令时）。

## 行政
塞利涅的邮政编码为39120，INSEE市镇编码为39507。

## 政治
塞利涅所属的省级选区为塔沃县。

## 人口

1962-2008年间人口变化图示

塞利涅于2022年1月1日时的人口数量为78人。